# 버몬트주의 기

버몬트 주의 기

버몬트의 기는 버몬트주의 깃발이다. 파란 바탕에 버몬트 주의 문장이 새겨진 형태의 기이다.

## 과거의 기

버몬트 공화국의 기
1804~1837년
1837~1923년